# National Film Award du meilleur acteur
Le National Film Award du meilleur acteur est l'une des catégories des National Film Awards présentées annuellement par la Direction des festivals de films, l'organisation créée par le ministère de l'Information et de la Radiodiffusion en Inde. C'est l'un des nombreux prix décernés pour les longs métrages et décerné avec le Silver Lotus (Rajat Kamal).
Le prix est annoncé pour tous les films produits dans toute l'Inde, quelle que soit l'industrie, quelle que soit la langue indienne.

## Liste des lauréats
| Année      | Lauréat(s)          | Rôle(s)                                     | Film(s)                                | Langue(s) | Refs.         |
| ---------- | ------------------- | ------------------------------------------- | -------------------------------------- | --------- | ------------- |
| 1967 (15e) | Uttam Kumar         | - Anthony Firingee - Byomkesh Bakshi        | - Antony Firingee - Chiriyakhana       | Bengali   | [ 1 ]         |
| 1968 (16e) | Ashok Kumar         | Jogi Thakur                                 | Aashirwad                              | Hindi     | [ 2 ]         |
| 1969 (17e) | Utpal Dutt          | Bhuvan Shome                                | Bhuvan Shome                           | Hindi     | [ 3 ]         |
| 1970 (18e) | Sanjeev Kumar       | Hamid Ahmed                                 | Dastak                                 | Hindi     | [ 4 ]         |
| 1971 (19e) | M. G. Ramachandran  | Selvam                                      | Rickshawkaran                          | Tamoul    | [ 5 ]         |
| 1972 (20e) | Sanjeev Kumar       | Hari Charan Mathur                          | Koshish                                | Hindi     | [ 4 ]         |
| 1973 (21e) | P. J. Antony        | Velichapad                                  | Nirmalyam                              | Malayalam | [ 6 ]         |
| 1974 (22e) | Sadhu Meher         | Kishtaya                                    | Ankur                                  | Hindi     | [ 7 ]         |
| 1975 (23e) | M. V. Vasudeva Rao  | Choma                                       | Chomana Dudi                           | Kannada   | [ 8 ]         |
| 1976 (24e) | Mithun Chakraborty  | Ghinua                                      | Mrigayaa                               | Hindi     | [ 9 ]         |
| 1977 (25e) | Bharath Gopi        | Shankaran Kutty                             | Kodiyettam                             | Malayalam | [ 10 ]        |
| 1978 (26e) | Arun Mukherjee      | Parasuram                                   | Parasuram                              | Bengali   | [ 11 ]        |
| 1979 (27e) | Naseeruddin Shah    | Anirudh Parmar                              | Sparsh                                 | Hindi     | [ 12 ]        |
| 1980 (28e) | Balan K. Nair       | Govindan                                    | Oppol                                  | Malayalam | [ 13 ]        |
| 1981 (29e) | Om Puri             | Hari Mondal                                 | Arohan                                 | Hindi     | [ 14 ]        |
| 1982 (30e) | Kamal Haasan        | R. Srinivas (Cheenu)                        | Moondram Pirai                         | Tamoul    | [ 15 ]        |
| 1983 (31e) | Om Puri             | Anant Velankar                              | Ardh Satya                             | Hindi     | [ 16 ]        |
| 1984 (32e) | Naseeruddin Shah    | Naurangia                                   | Paar                                   | Hindi     | [ 12 ]        |
| 1985 (33e) | Shashi Kapoor       | Vikas Pandey                                | New Delhi Times                        | Hindi     | [ 17 ]        |
| 1986 (34e) | Charuhasan          | Tabara Shetty                               | Tabarana Kathe                         | Kannada   | [ 18 ]        |
| 1987 (35e) | Kamal Haasan        | Sakthivelu Nayakar                          | Nayagan                                | Tamoul    | [ 20 ]        |
| 1988 (36e) | Premji              | Raghava Chakyar                             | Piravi                                 | Malayalam | [ 21 ]        |
| 1989 (37e) | Mammootty           | - Vaikom Muhammad Basheer - Chandu Chekavar | - Mathilukal - Oru Vadakkan Veeragatha | Malayalam | [ 23 ]        |
| 1990 (38e) | Amitabh Bachchan    | Vijay Deenanath Chauhan                     | Agneepath                              | Hindi     | [ 24 ]        |
| 1991 (39e) | Mohanlal            | Gopinathan                                  | Bharatham                              | Malayalam | [ 25 ]        |
| 1992 (40e) | Mithun Chakraborty  | Shibnath                                    | Tahader Katha                          | Bengali   | [ 9 ]         |
| 1993 (41e) | Mammootty           | - Ponthan Mada - Bhaskara Patelar           | - Ponthan Mada - Vidheyan              | Malayalam | [ 23 ]        |
| 1994 (42e) | Nana Patekar        | Pratap Narayan Tilak                        | Krantiveer                             | Hindi     | [ 26 ]        |
| 1995 (43e) | Rajit Kapur         | Mahatma Gandhi                              | The Making of the Mahatma              | Anglais   | [ 27 ]        |
| 1996 (44e) | Kamal Haasan        | - Senapathy (Indian) - Chandrabose          | Indian                                 | Tamoul    | [ 28 ]        |
| 1997 (45e) | Balachandra Menon   | Ismail                                      | Samaantharangal                        | Malayalam | [ 29 ]        |
| 1997 (45e) | Suresh Gopi         | Kannan Perumalayan                          | Kaliyattam                             | Malayalam | [ 29 ]        |
| 1998 (46e) | Ajay Devgn          | Ajay R. Desai                               | Zakhm                                  | Hindi     | [ 30 ]        |
| 1998 (46e) | Mammootty           | Bhimrao Ramji Ambedkar                      | Dr Babasaheb Ambedkar                  | Anglais   | [ 30 ]        |
| 1999 (47e) | Mohanlal            | Kunjikuttan                                 | Vanaprastham                           | Malayalam | [ 31 ]        |
| 2000 (48e) | Anil Kapoor         | Major Jaidev Rajvansh                       | Pukar                                  | Hindi     | [ 32 ]        |
| 2001 (49e) | Murali              | Appa Mestry                                 | Neythukaran                            | Malayalam | [ 33 ]        |
| 2002 (50e) | Ajay Devgn          | Bhagat Singh                                | The Legend of Bhagat Singh             | Hindi     | [ 34 ]        |
| 2003 (51e) | Vikram              | Chithan                                     | Pithamagan                             | Tamoul    | [ 35 ]        |
| 2004 (52e) | Saif Ali Khan       | Karan Kapoor                                | Hum Tum                                | Hindi     | [ 36 ]        |
| 2005 (53e) | Amitabh Bachchan    | Debraj Sahai                                | Black                                  | Hindi     | [ 37 ]        |
| 2006 (54e) | Soumitra Chatterjee | Shashanka Palit                             | Podokkhep                              | Bengali   | [ 38 ]        |
| 2007 (55e) | Prakash Raj         | Vengadam                                    | Kanchivaram                            | Tamoul    | [ 39 ]        |
| 2008 (56e) | Upendra Limaye      | Tayappa                                     | Jogwa                                  | Marathi   | [ 40 ]        |
| 2009 (57e) | Amitabh Bachchan    | Auro                                        | Paa                                    | Hindi     | [ 41 ]        |
| 2010 (58e) | Dhanush             | K. P. Karuppu                               | Aadukalam                              | Tamoul    | [ 42 ]        |
| 2010 (58e) | Salim Kumar         | Abu                                         | Adaminte Makan Abu                     | Malayalam | [ 42 ]        |
| 2011 (59e) | Girish Kulkarni     | Keshya                                      | Deool                                  | Marathi   | [ 43 ]        |
| 2012 (60e) | Irfan Khan          | Paan Singh Tomar                            | Paan Singh Tomar                       | Hindi     | [ 44 ]        |
| 2012 (60e) | Vikram Gokhale      | Ratnakar                                    | Anumati                                | Marathi   | [ 44 ]        |
| 2013 (61e) | Rajkummar Rao       | Shahid Azmi                                 | Shahid                                 | Hindi     | [ 45 ]        |
| 2013 (61e) | Suraj Venjaramoodu  | Le père                                     | Perariyathavar                         | Malayalam | [ 45 ]        |
| 2014 (62e) | Sanchari Vijay      | Madesha (Vidya)                             | Naanu Avanalla...Avalu                 | Kannada   | [ 46 ]        |
| 2015 (63e) | Amitabh Bachchan    | Bhashkor Banerjee                           | Piku                                   | Hindi     | [ 47 ]        |
| 2016 (64e) | Akshay Kumar        | Rustom Pavri                                | Rustom                                 | Hindi     | [ 48 ] [ 49 ] |